# Piedra del Tambor
Piedra del Tambor är en ort i Mexiko.   Den ligger i kommunen Santiago Amoltepec och delstaten Oaxaca, i den sydöstra delen av landet, 400 km sydost om huvudstaden Mexico City. Piedra del Tambor ligger 1 325 meter över havet och antalet invånare är 757.
Terrängen runt Piedra del Tambor är bergig åt sydväst, men åt nordost är den kuperad. Runt Piedra del Tambor är det glesbefolkat, med 13 invånare per kvadratkilometer. Närmaste större samhälle är Llano Nuevo, 6,6 km söder om Piedra del Tambor. I omgivningarna runt Piedra del Tambor växer huvudsakligen savannskog.